# Manolo (Tanzania)
Manolo è una circoscrizione rurale (rural ward) della Tanzania situata nel distretto di Lushoto, regione di Tanga. Conta una popolazione di 23 134 abitanti (censimento 2012).